# Björktjärnen (Los socken, Hälsingland)
Björktjärnen är en sjö i Ljusdals kommun i Hälsingland och ingår i Ljusnans huvudavrinningsområde.